# 拉法葉大道車站 (IND福爾頓街線)
拉法葉大道車站（英語：Lafayette Avenue station）是美國紐約地鐵IND福爾頓街線的一個慢車地鐵站，位於布魯克林區拉法葉街和福爾頓街地下，設有C線（任何時候停站（深夜除外））和紐約地鐵A線（任何時候停站）列車服務。
雖然站名如此，但車站在拉法葉大道沒有任何入口，最近的入口位於一街之隔。

## 歷史
此地下車站於1936年4月9日啟用，取代BMT福爾頓街高架鐵路的車站。過去位於現時地鐵站正上方的拉法葉大道高架車站在1940年5月31日關閉。

## 車站結構
| Ground | 街道     | 出入口                                                                                   |
| 夾層   | 夾層     | 閘機、車站詢問處、Metrocard自動售票機                                                    |
| 月台層 | 側式月台 | 側式月台                                                                                 |
| 月台層 | 西行慢車 | ← 往168街 (霍伊特-歇爾美角街) ← 深夜時往英伍德-207街 (霍伊特-歇爾美角街)                 |
| 月台層 | 西行快車 | ← 不停靠                                                                                 |
| 月台層 | 東行快車 | → 不停靠 →                                                                               |
| 月台層 | 東行慢車 | → 往尤克利德大道 (克林頓-華盛頓大道) → → 深夜時往遠洛克威-莫特大道 (克林頓-華盛頓大道) → |
| 月台層 | 側式月台 |                                                                                          |

此站設有兩個側式月台和四條軌道，各月台都設有樓梯前往一條長長的夾層和閘機區。受夾層閘內的形狀影響，兩個月台之間沒有上下跨道。
車站以東的兩條快車軌道之間存有一條儲車軌道。其西端與北行快車軌道連接；而東端則與南行快車軌道連接，因此所有列車必須在進入儲車軌道時調頭。儲車軌的兩端也同樣在止衝擋結束。兩個方向的慢車都設有前往同方向的快車軌道的轉轍器，但快車軌道無法經轉轍器前往慢車軌道。
该站与IND跨城線福爾頓街車站相當接近，北行慢車的乘客可在列車離開拉法葉大道車站後馬上在右側看見福爾頓街車站，兩個車站之間設有一條只限員工使用的通道。

### 出口

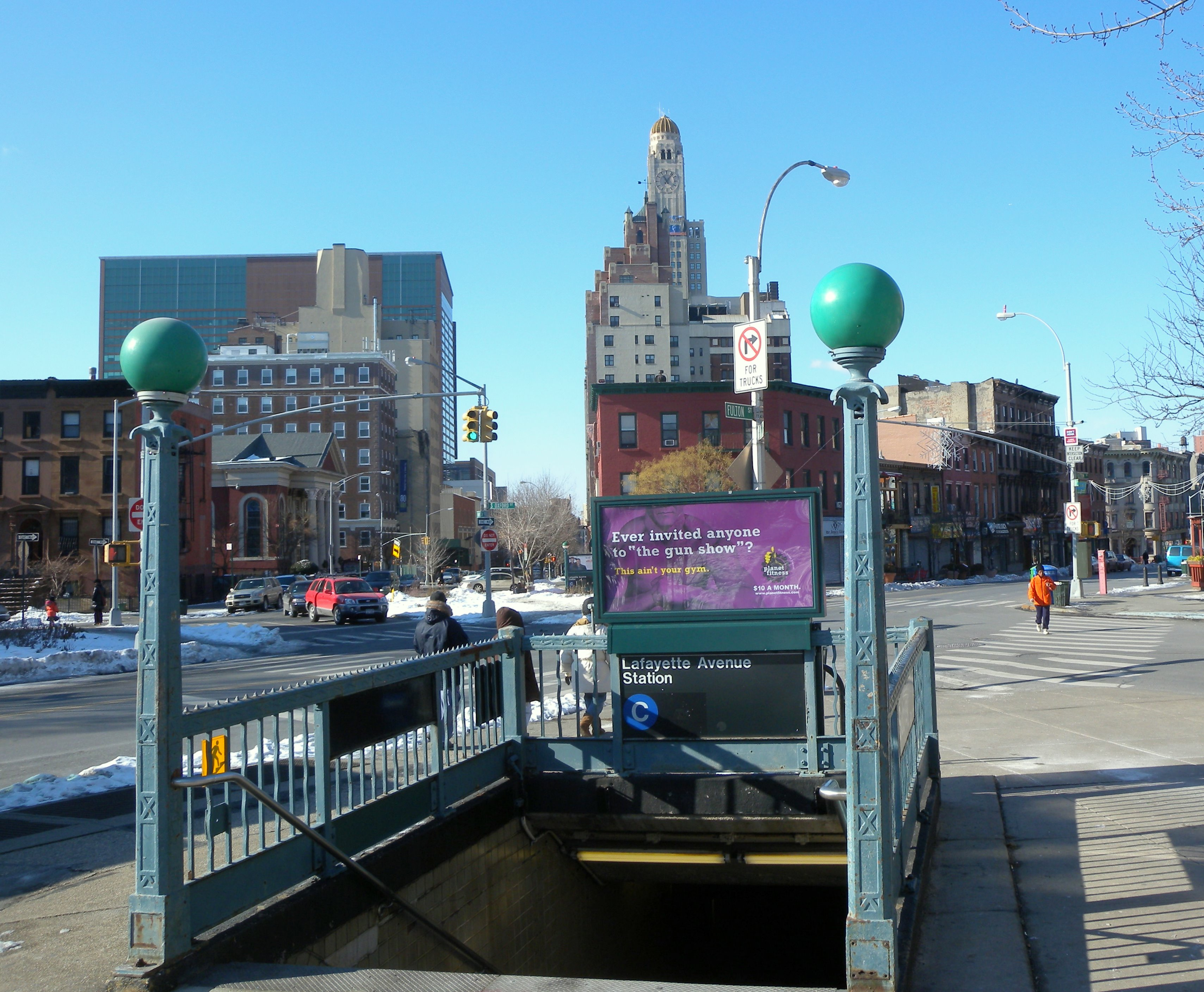

兩個月台都可以使用所有出口。在車站西端設有樓梯通往拉法葉大道和南波特蘭大道交叉口的四個角落。在車站東端設有樓梯通往福爾頓街、南牛津街和漢森廣場交叉口六個角落之中的四個。該處分別設有兩條樓梯前往北角、一條樓梯前往東北角（途經一條行人通道）、一條樓梯前往東南角和一條樓梯前往西南角。

## 車站周邊

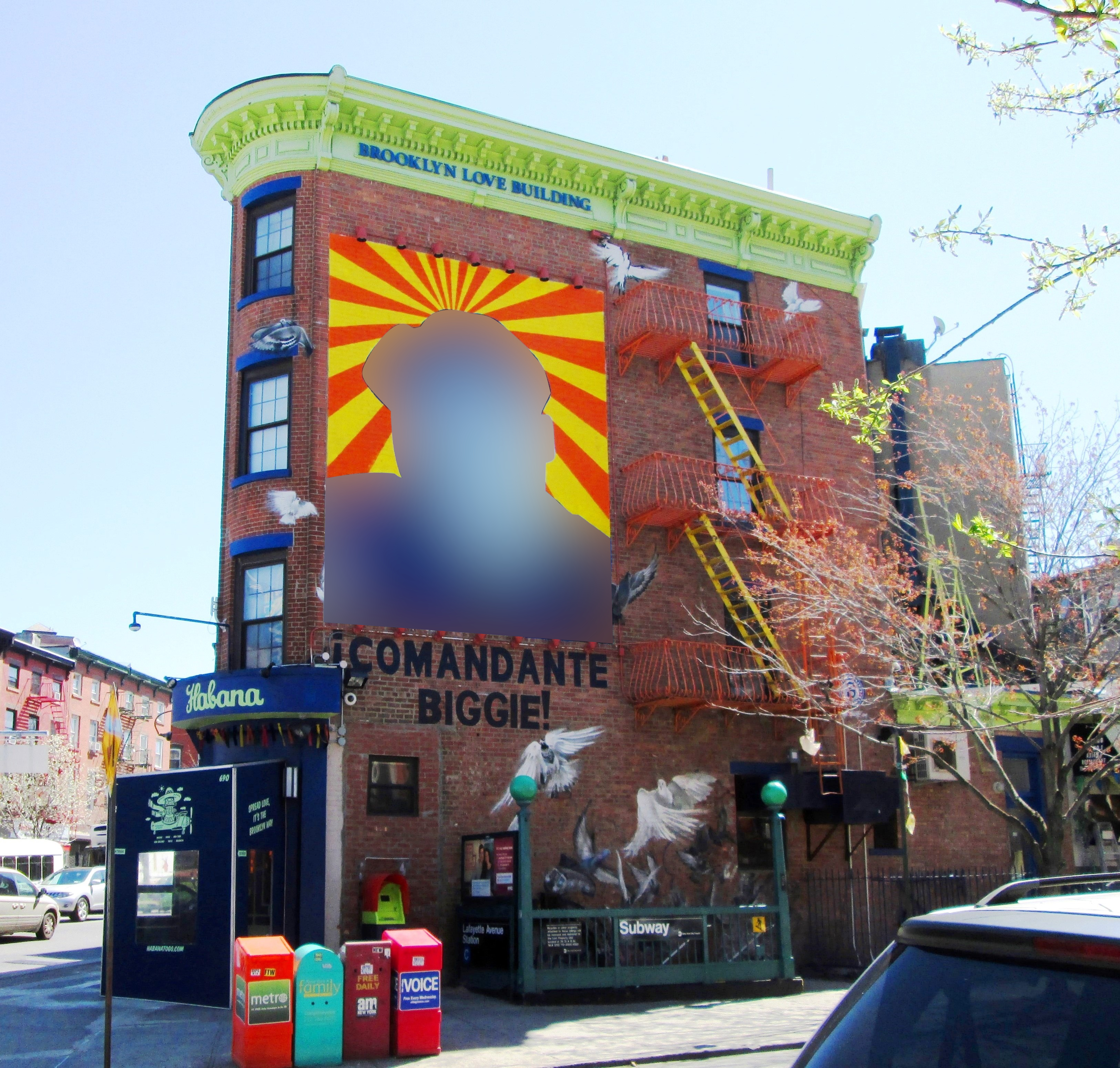

- 巴克萊中心[7]
- 布魯克林音樂學院（英语：Brooklyn Academy of Music）[7]
- 布魯克林技術高等學校（英语：Brooklyn Technical High School）[7]
- 格林堡公園（英语：Fort Greene Park）[7]
- 艾昂戴爾中心（英语：Irondale Center）[7]
- 馬克·莫里斯舞蹈中心（英语：Mark Morris Dance Center）[7]
- MoCADA（英语：MoCADA）[7]

## 外部連結
- nycsubway.org—IND福爾頓街線: 拉法葉大道
- Station Reporter — C線列車
- The Subway Nut — 拉法葉大道圖片 （页面存档备份，存于）
- 波特蘭大道入口的Google地圖街景
- 牛津街入口的Google地圖街景
- 漢森廣場入口的Google地圖街景
- 格林大道入口的Google地圖街景
- 月台的Google地圖街景